# Memorial Artemio Franchi
El Memorial Artemio Franchi és un torneig futbolístic de caràcter amistós que organitzà l'ACF Fiorentina de Florència (Itàlia) en dues ocasions, els anys 2008 i 2009. Aquesta copa honra la figura d'Artemio Franchi.
Un altre torneig anomenat en honor d'aquest jugador va ser la Copa Artemio Franchi, torneig avalat per la FIFA i disputat per les nacions campiones d'Europa (Eurocopa) i d'Amèrica (Copa Amèrica de futbol). Només se'n disputaren dues edicions, el 1985 i el 1993, essent precursor de l'actual Copa Confederacions de la FIFA.

## Historial
| Edició  | Any  | Campió                 | Resultat | Segon          |
| ------- | ---- | ---------------------- | -------- | -------------- |
| I (1a)  | 2008 | FC Barcelona           | 3-1      | ACF Fiorentina |
| II (2a) | 2009 | Paris Saint-Germain FC | 3-0      | ACF Fiorentina |

## Palmarès
- 1 títol FC Barcelona (2008)